# Pedro Licinio Valerio
Pedro Licinio Valerio (* 25. Januar 1920 in Santiago de los Caballeros; † 11. Dezember 2005) war ein dominikanischer Sänger und Gitarrist.

## Leben und Wirken
Der Sohn des Musikers Piro Valerio arbeitete als Gitarrist u. a. mit Rafael Colón, Juan Lockward, dem Trio Los Panchos und El Indio Araucano zusammen. Er war Generalsekretär des Colegio de Artistas y Compositores und erhielt mehrere Auszeichnungen, darunter den El Dorado. Der Präsident Hipólito Mejía verlieh ihm den Orden de Duarte, Sánchez y Mella.